# Liste der Biografien/Nid
Liste der Biografien |
Portal Biografien |
Personensuche
# |
A |
B |
C |
D |
E |
F |
G |
H |
I |
J |
K |
L |
M |
N |
O |
P |
Q |
R |
S |
T |
U |
V |
W |
X |
Y |
Z |
?
 
Na |
Nb |
Nc |
Nd |
Ne |
Nf |
Ng |
Nh |
Ni |
Nj |
Nk |
Nl |
Nm |
Nn |
No |
Nr |
Ns |
Nt |
Nu |
Nv |
Nw |
Nx |
Ny |
Nz
 
Nia |
Nib |
Nic |
Nid |
Nie |
Nif |
Nig |
Nih |
Nii |
Nij |
Nik |
Nil |
Nim |
Nin |
Nio |
Nip |
Niq |
Nir |
Nis |
Nit |
Niu |
Niv |
Niw |
Nix |
Niy |
Niz
Die Liste der Biografien führt alle Personen auf, die in der deutschsprachigen Wikipedia einen Artikel haben. Dieses ist eine Teilliste mit 21 Einträgen von Personen, deren Namen mit den Buchstaben „Nid“ beginnt.

## Nid

### Nida
- Nida, Eugene (1914–2011), US-amerikanischer baptistischer Theologe und Linguist
- Nida-Rümelin, Julian (* 1954), deutscher PhilosophJulian Nida-Rümelin (* 1954)

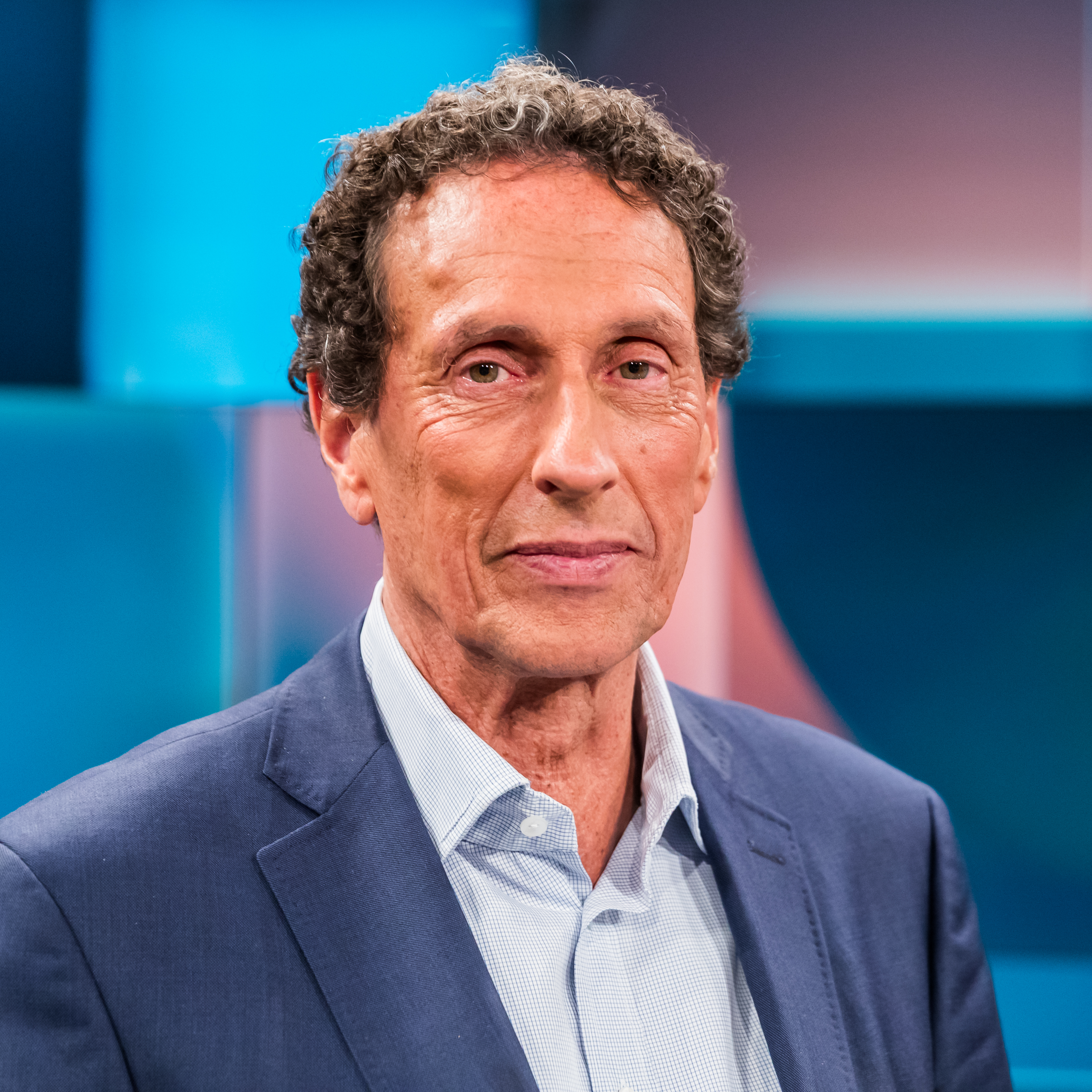
Julian Nida-Rümelin (* 1954)

- Nida-Rümelin, Martine (* 1957), deutsche Philosophin und Hochschullehrer
- Nida-Rümelin, Rolf (1910–1996), deutscher Bildhauer
- Nida-Rümelin, Wilhelm (1876–1945), deutscher Bildhauer
- Nidamanuru, Teja (* 1994), niederländischer Cricketspieler
- Niday, Cal (1914–1988), US-amerikanischer Rennfahrer

### Nide
- Nidecker, Marlène (* 1986), kanadische und französische Taekwondoin
- Nidecki, Andrzej Patrycy (1522–1587), polnischer Humanist, Philologe, Verleger, königlicher Sekretär und Bischof
- Nidecki, Tomasz Napoleon (1807–1852), polnischer Komponist
- Nidegger, Yves (* 1957), Schweizer Politiker (SVP)
- Nider, Johannes († 1438), deutscher Dominikaner
- Nideröst, Ruedi (* 1967), Schweizer Eishockeyspieler
- Niderst, Alain (1938–2014), französischer Romanist und Literaturwissenschaftler
- Nidetch, Jean (1923–2015), US-amerikanische Unternehmerin
- Nidetzky, Peter (1940–2024), österreichischer Fernsehmoderator beim ORF

### Nidh
- Nidhard, Bischof von Münster (899–922)

### Nidl
- Nidl, Edith (1910–1978), österreichische Journalistin und Publizistin

### Nido
- Nido, José María del (* 1957), spanischer Fußballfunktionär
- Nido, Silvio (1905–1974), Schweizer Hammerwerfer
- Nidorf, Patrick (1932–2023), US-amerikanischer Autor und Psychotherapeut